# Фолль, Фердинанд
Фердинанд Фолль (нем. Ferdinand Foll; 15 января 1867, Вена — 10 июля 1929, Вена) — австрийский пианист и музыкальный педагог.
Окончил Венскую консерваторию, ученик Ханса Шмита, Роберта Фукса и Антона Брукнера. Затем в 1898—1905 гг. сам преподавал в ней теорию музыки и сольфеджио, среди его учеников Манолис Каломирис.
С 1897 года (по приглашению Густава Малера) и до конца жизни пианист-репетитор Венской придворной (затем государственной) оперы. Как аккомпаниатор работал с ведущими венскими вокалистами эпохи. В 1928 году был основным аккомпаниатором Ханса Духана при первой полной аудиозаписи вокальных циклов Франца Шуберта «Зимний путь» и «Прекрасная мельничиха». Лотте Леман, первым аккомпаниатором которой Фолль был после её переезда в Вену, вспоминала о нём как о застенчивом человеке, влюблённом в немецкий песенный жанр Lied.
На рубеже веков возглавлял Венское вагнеровское общество (нем. Wiener Akademischer Wagner-Verein), концертные программы которого пропагандировали творчество не только Рихарда Вагнера, но и Брукнера, Ференца Листа, Хуго Вольфа; Фолль был одним из пианистов, участвовавших в венских исполнениях симфоний Брукнера в переложении для двух фортепиано. С Вольфом лично Фолль был дружен и считался авторитетом в исполнении его музыки; ряд песен Вольфа изданы под редакцией Фолля, по указаниям Вольфа Фолль переоркестровал его «Сочельник» (нем. Christnacht).